# Yōta Akimoto
Pour les articles homonymes, voir Akimoto.
Yōta Akimoto (秋元 陽太, Akimoto Yōta) est un footballeur japonais né le 11 juillet 1987. Il évolue au poste de gardien de but.

## Biographie
Il joue huit matchs en Ligue des champions d'Asie en 2016 avec le FC Tokyo. Il atteint les huitièmes de finale de cette compétition, en étant éliminé par le Shanghai SIPG.

## Palmarès
- Champion du Japon de D2 en 2014 avec le Shonan Bellmare